# Jardins del Clot de la Mel
Els Jardins del Clot de la Mel són una zona verda del barri barceloní del Clot. Ocupen l'illa del Pla Cerdà delimitada entre els carrers d'Andrade, Lope de Vega, Espronceda i Concili de Trento i té una superfície d'1,44 hectàrees.

## Història
El Clot fou un dels barris més antics de l'antic municipi de Sant Martí de Provençals, el nom del qual fa referència a terres de conreu situades en fondals. Atesa l'abundància de cultius de flors, entre els camps d'hortalisses, i també l'existència de molts arbustos, entre els quals el romaní era una zona amb elevada abundància d'abelles i ruscos, tant que a l'edat mitjana era conegut com a Clotum Melis (Clot de la Mel).
Al segle xix s'hi construí una farinera, de la que es conserva la xemeneia. L'espai fou recuperat per l'Ajuntament de Barcelona l'any 1996, i el 1998 fou inaugurat com a jardí públic.

## Descripció
Compten amb una àrea d'esbarjo per a gossos, taules de tenis taula, una àrea de jocs infantils i la presència de cadires i bancs Montseny, dissenyats per Leopold Milà i Sagnier i repartits per tot arreu.
A l'interior del jardí hi ha una gran plaça quadrangular de sauló, al voltant del qual hi ha unes tarimes de fusta amb mobiliari a banda i banda. Aquesta plaça està envoltada per una anella arbrada de grups de pollancres (Populus nigra) i palmeres (Phoenix canariensis). El jardí està separat dels carrers per unes tanques de xiprers. Dins l'espai també hi ha petites placetes al voltant de la plaça central delimitades per tanques de xiprers, que generen espais més íntims. A cada cantonada hi ha diverses plantacions arbrades que garanteixen que, primavera i estiu, els jardins combinin el verd amb arbres florits. A la cantonada d'Andrade amb Lope de Vega hi ha un grup de tipuanes (Tipuana tipu) que s'endinsa des del carrer fins a la plaça interior de sauló.
A la cantonada dels carrers de Lope de Vega i Concili de Trento hi ha un segon grup d'arbres: pota de vaca (Bauhinia candicans), desmais (Salix sepulcralis), til·lers (Tilia tomentosa) i catalpes (Catalpa bignonioides), darrere de les quals també trobem arrecerades, a prop de la tanca de xiprer, un grup d'oliveres (Olea europaea). Un tercer grup d'arbres, hi podem trobar, bellaombres (Phytolacca dioica), freixes (Fraxinus angustifolia) i xicrandes (Jacaranda mimosifolia). El darrer angle de la plaça (Carrer Andrade amb Espronceda) acull una agrupació d'ailants (Ailanthus altissima). i arbres de l'amor (Cercis siliquastrum). Altres espècies d'arbre són l'alzina (Quercus ilex) i el castanyer d'Índies (Aesculus hippocastanum).